# 边界扫描
边界扫描（英語：Boundary scan）是一種檢查印刷電路板上的連線或是積體電路中模組的方式。边界扫描也可以當作是一種调试的方式。边界扫描也是一種除錯方式，監監控腳位狀態、量測電壓，或是分析積體電路中子模組的功能。
聯合測試工作組（JTAG）是於1985年由電子工業協會訂定的驗證設計和測試其電路的方法，在1990年成為IEEE 1149.1-1990文檔。在1994年時增加了一份附件，其中定義了邊界掃描描述語言，用以描述IEEE 1149.1相容設備的边界扫描邏輯定義。從那時開始，這個標準被全球的電子企業廣泛採用。邊界掃描幾乎成為了JTAG的同義詞。

## 測試
邊界掃描架構提供一種不需實體測試採針即可測試互連（包括邏輯電路、主存储器等）的作法，其作法是在每一個元件中加入至少一個測試單元（test cell），測試單元連接到元件的所有腳位，且可以選擇性的用測試功能取代腳位原始的功能。每一個測試單元都可以用JTAG掃描鏈來規劃，將信號輸入到某腳位，並讀取電路板上對應的走線，然後可以用走線目的方元件的測試單元讀取該訊號，確認走線可以正確的連接這二個元件。若走線有短路或是斷路，就無法在目的腳位讀到對應訊號，表示走線有問題。

## 偵錯
邊界掃描的架構有助於軟體設計師及硬體工程師開發嵌入式系統，JTAG測試埠本身也可以當成低速的逻辑分析仪。

## 外部連結
- Official IEEE 1149.1 Standards Development Group Website （页面存档备份，存于）